# Metabalta
Metabalta is een geslacht van hooiwagens uit de familie Gonyleptidae.
De wetenschappelijke naam Metabalta is voor het eerst geldig gepubliceerd door Roewer in 1913. 

## Soorten
Metabalta omvat de volgende 5 soorten:
- Metabalta albipes
- Metabalta efformata
- Metabalta geniculata
- Metabalta hostilis
- Metabalta tuberculata